# Aermacchi MB-339
Aermacchi MB-339 je italský cvičný letoun pro základní a pokračovací výcvik se zbraněmi s možností využití jako lehký bitevní letoun. Vznikl dalším vývojem cvičného letounu Aermacchi MB-326.

## Vývoj

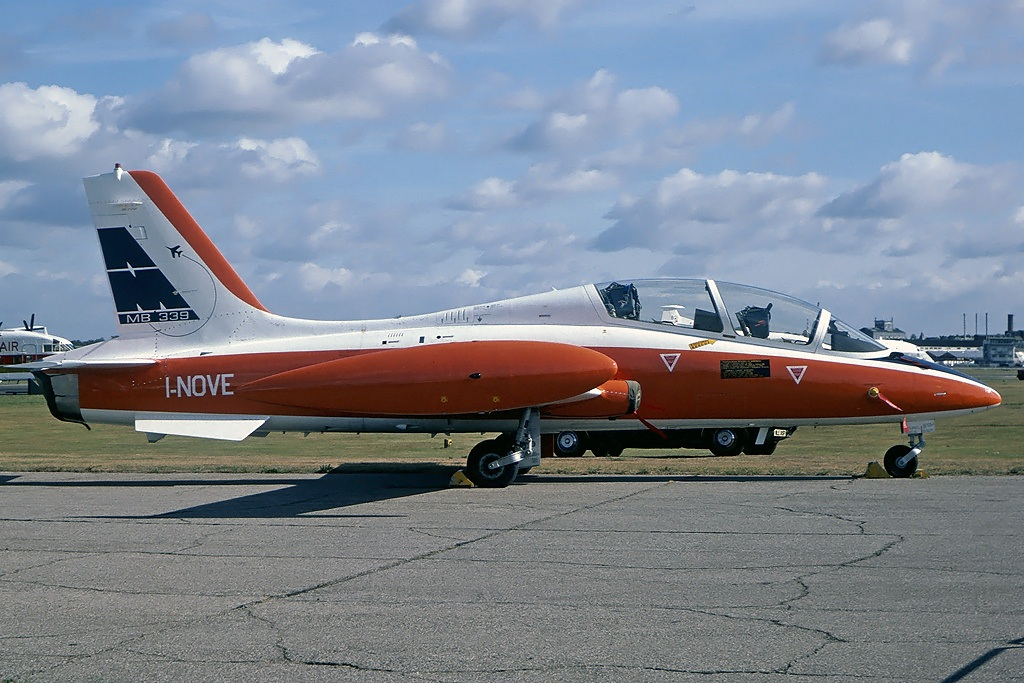
Prototyp MB-339X

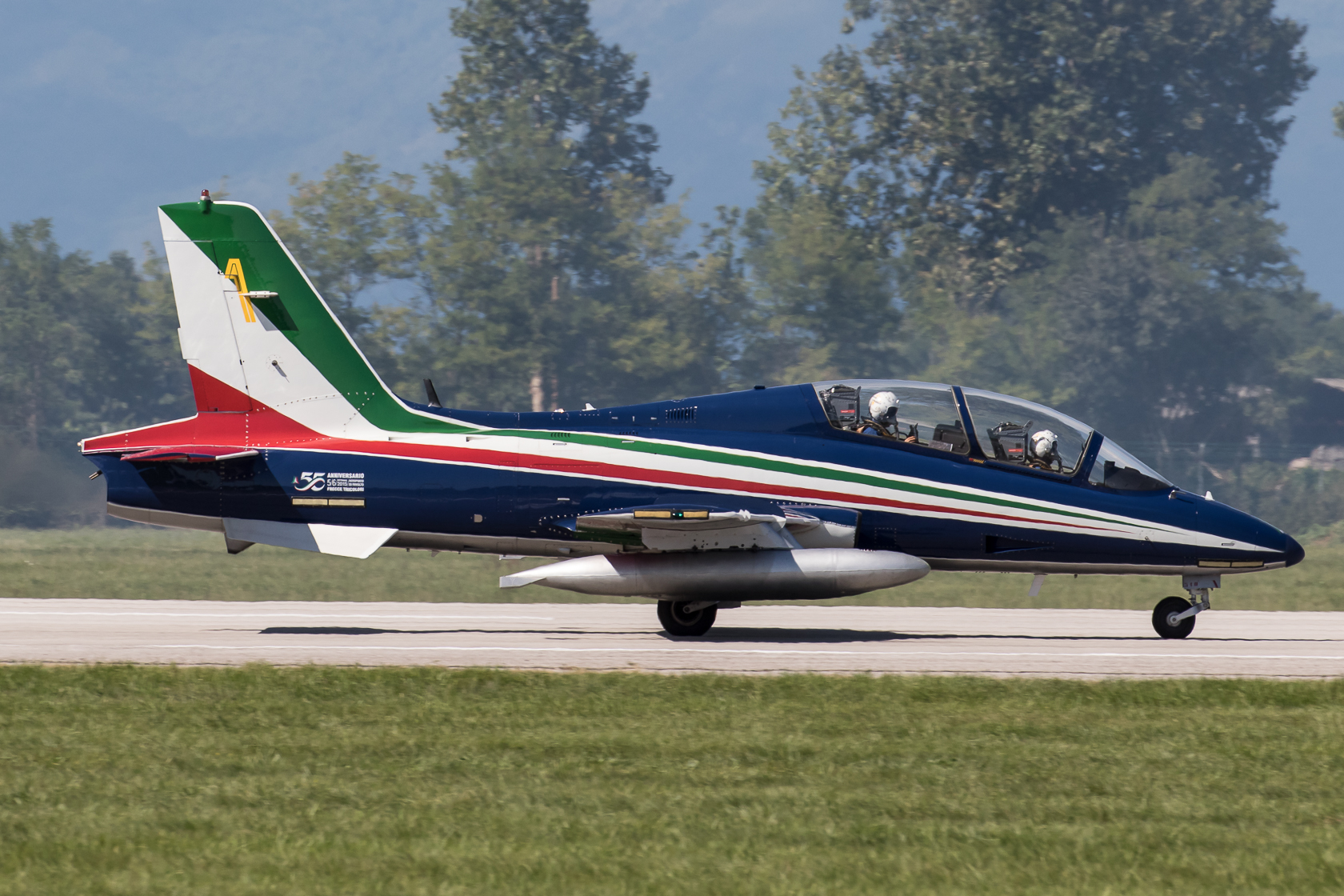
MB-339PAN akrobatické skupiny Frecce Tricolori

Od počátku 70. let ve společnosti Aermacchi probíhaly koncepční práce na nástupci cvičného letounu Aermacchi MB-326. Zpracováno bylo celkem devět různých variant. Sedm variant neslo označení MB-338 a další dvě MB-339. Jednalo se o další evoluci osvědčeného letounu MB-326K s motorem Larzac (MB-339L) a Viper série 600 (MB-339V). Hlavní odlišností byla přepracovaná přední část s pilotní kabinou. Roku 1975 italské letectvo objednalo vývoj nového cvičného letounu na základě projektu MB-339V. Letoun měl umožnit hladší přechod od základního výcviku na letouny Panavia Tornado, nebo jako náhradní typ za Lockheed F-104 Starfighter. Zároveň si zachovával schopnost provádět bitevní akce. První let prvního prototypu proběhl 12. srpna 1976. Druhý vzlétl 20. května 1977.
Na první pohled nejnápadnější změnu představuje přepracování kabiny s výraznějším stupněním sedaček pilotního žáka a instruktora, která poskytuje instruktorovi lepší výhled přes hlavu žáka. Směrovou stabilitu letounu zlepšilo zvětšení svislé ocasní plochy a zkosené dolní kýlovky. Standardní vybavení zahrnuje vystřelovací sedadlo Martin-Baker Mk.10F s parametry H=0, V=0. Modernizována byla avionika.
První sériový MB-339A byl zalétán v roce 1978. Italským vzdušným silám byl první stroj předán 8. srpna 1979, poslední 101. exemplář převzalo v roce 1987.
Akrobatické skupině Frecce Tricolori bylo dodáno 15 upravených speciálních MB-339PAN, které nemají přídavné nádrže na konci křídla a jsou vybaveny vyvíječem kouře.
Pro kalibraci elektronických zařízení byly čtyři letouny přestavěny na verzi MB-339RM.
Zdokonalená cvičná verze MB-339B s posílenou schopností bitevních akcí. Poháněl ji motor Rolls-Royce Viper Mk.680-43 o tahu 19,57 kN.

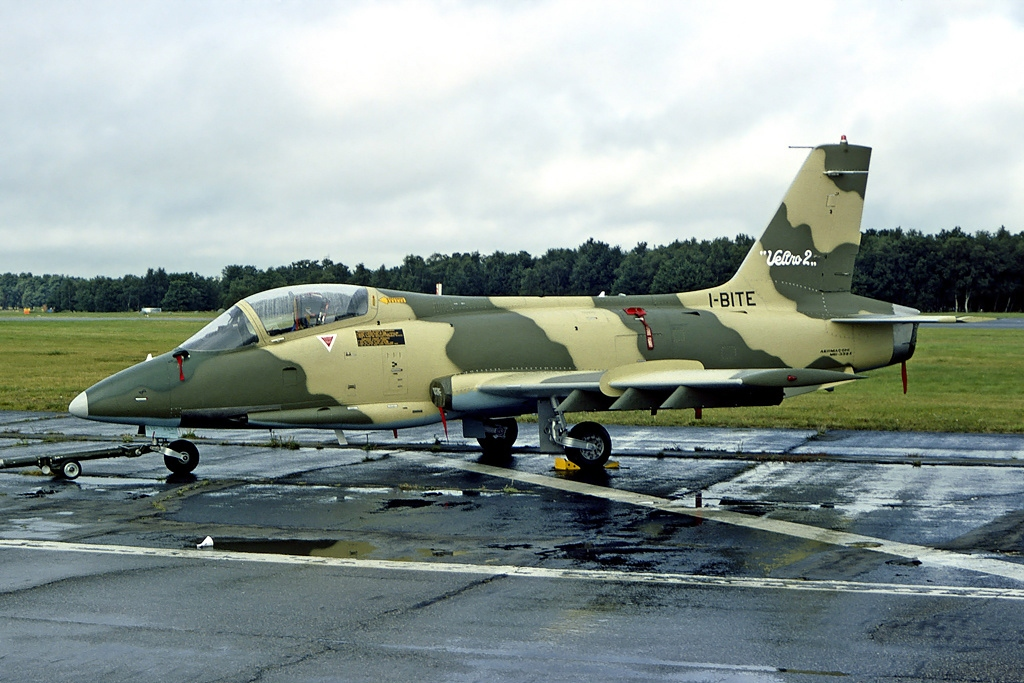
Prototyp MB-339K Veltro 2

MB-339AM je varianta vyvinutá v roce 1995 z MB-339A, která byla určena pro útoky na hladinové cíle a vyzbrojená dvěma řízenými střelami Marte Mk.2A.
Typ MB-339C poprvé vzlétl 17. prosince 1985. Zahrnuje variantu MB-339CD s kabinou plně vybavenou digitální avionikou pro zdokonalovací výcvik, MB-339CB pro RNZAF, šest strojů MB-339CE bez digitálního vybavení pro Eritreu a MB-339CM na export do Malajsie.
Dne 30. května 1980 proběhl první let jednomístné bitevní varianty Aermacchi MB-339K Veltro 2 (imatrikulace I-BITE). MB-339K měl novou přední část trupu, zvětšený objemem palivových nádrží, kanón a šest závěsníků pod křídly. Poháněl jej motor Viper Mk.680 o výkonu 19,57 kN. Letoun zůstal v prototypu.

## Uživatelé

Uživatelé MB-339

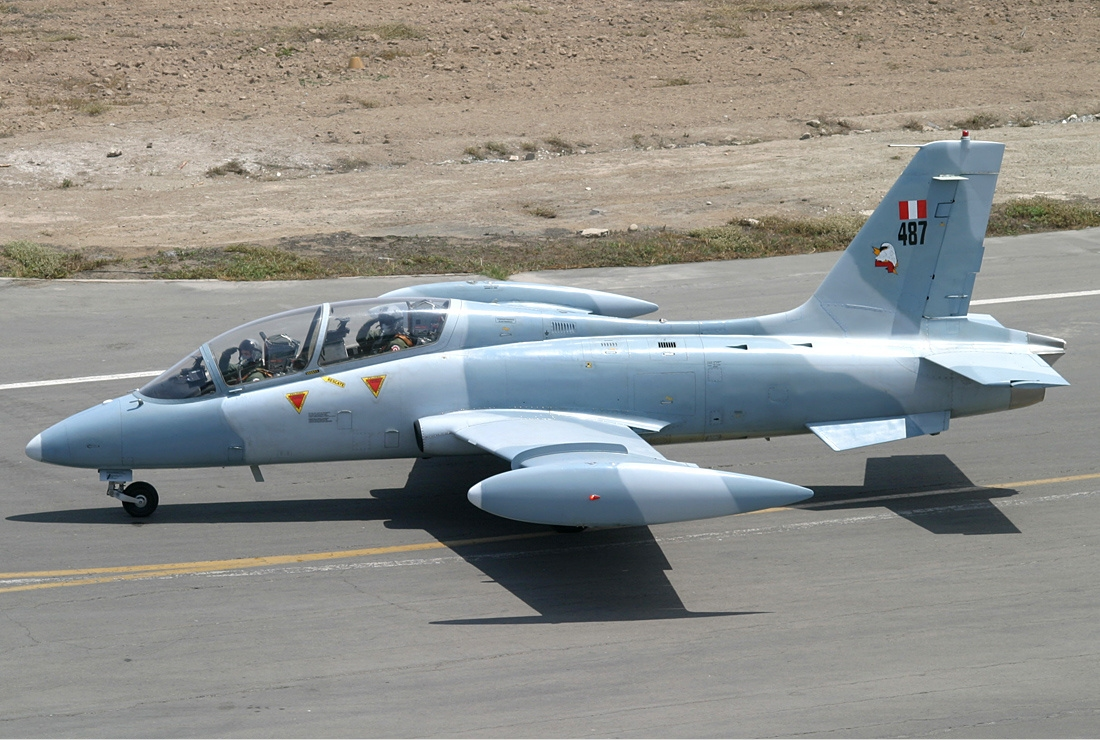
Peruánský MB-339AP

- Argentina Argentinské námořní letectvo[1]
- Dubaj Dubai Air Wing[1]
- Eritrea Eritrejské letectvo
- Ghana Ghanské letectvo[1]
- Itálie Aeronautica Militare[1]
- Malajsie Malajsijské královské letectvo[1]
- Nigérie Nigerijské letectvo[1]
- Nový Zéland Royal New Zealand Air Force
- Peru Peruánské letectvo[1]
- Spojené arabské emiráty Letectvo Spojených arabských emirátů
- Spojené státy americké Draken International

## Technický popis MB-339

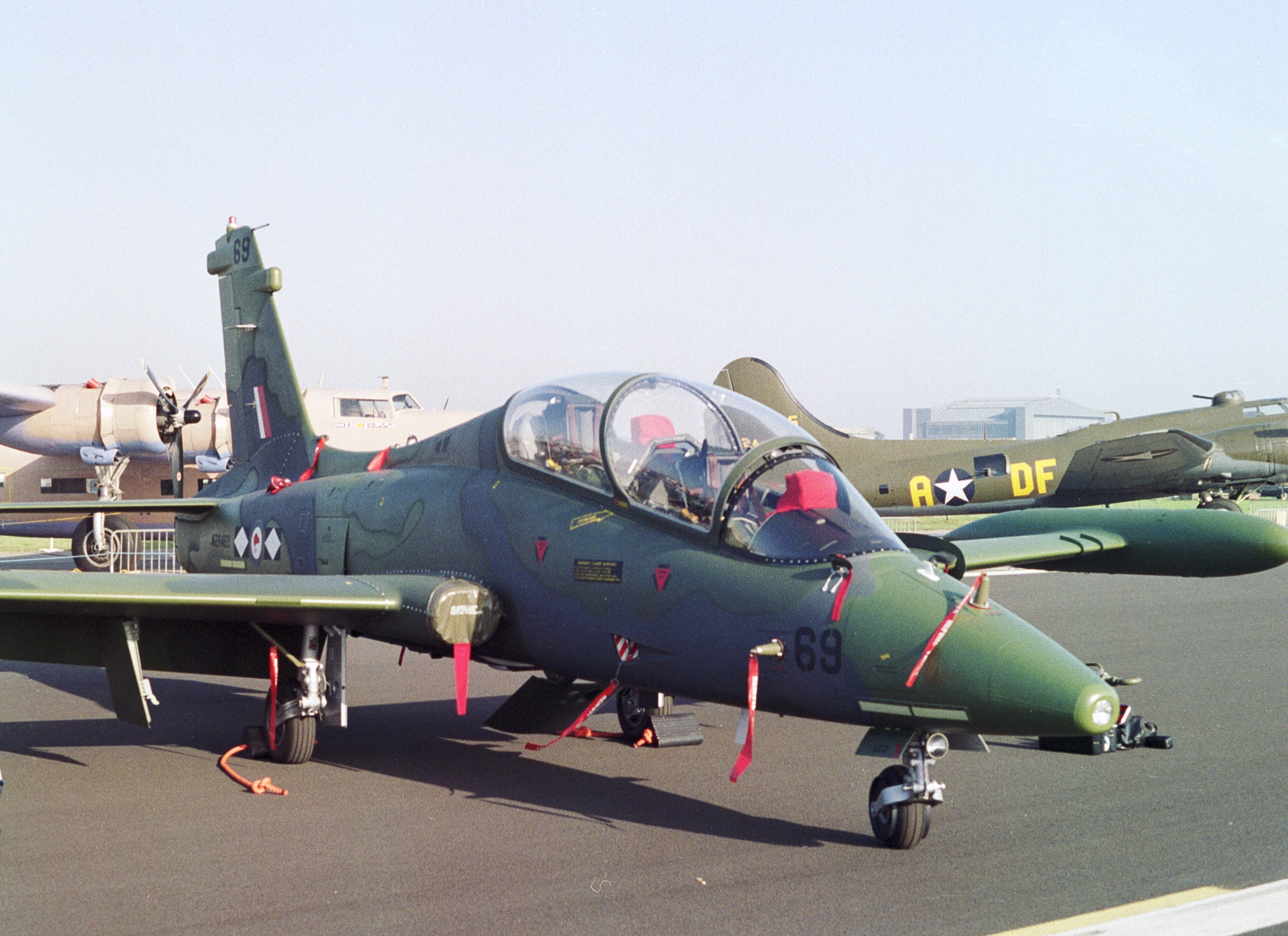
MB-339K Royal New Zealand Air Force, Air Tattoo International, RAF Boscombe Down

- Určení letounu je cvičný letoun pro základní, pokračovací a zbraňový výcvik; může být použit i jako lehký bitevní
- Pohonnou jednotku letounu tvoří jeden proudový motor Rolls-Royce Viper Mk. 632-43 (vyráběný v licenci u italské firmy Fiat), s maximálním tahem cca 1815 kp (cca 17,79 kN)
- Výzbroj do maximální hmotnosti 1814 kg je možno umístit na celkem šesti závěsnících pod křídlem, včetně pum řady Mk.80 (pumy amerického původu Mk.82 či Mk.83) do nejvyšší hmotnosti 454 kg, kontejnery s kanóny DEFA ráže 30 mm nebo kulomety Minigun GAU-2B/A ráže 7,62 mm, raketomety Matra 155 pro neřízené rakety ráže 68 mm, ŘS MATRA R550 Magic 2, nebo AIM-9L či AIM-9P, PzŘS AS-11, AS-12.[3]

## Specifikace
Údaje dle

### Hlavní technické údaje
- Rozpětí: 10,86 m
- Délka: 10,97 m
- Výška: 3,74 m
- Nosná plocha: 19,30 m²

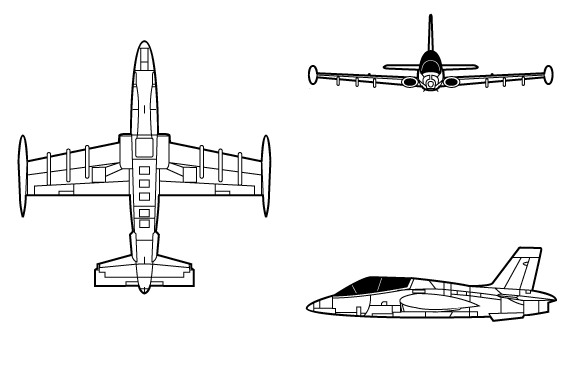
Třípohledový nákres

- Hmotnost prázdného letounu: 3075 kg
- Vzletová hmotnost (bez podvěsů): 4350 kg
- Maximální vzletová hmotnost: 6895 kg

### Výkony
- Maximální rychlost u země: 898 km/h
- Maximální rychlost v 9150 m: 817 km/h
- Počáteční stoupavost: 35,6 m/s
- Výstup na 9150 m: 7 min
- Dostup: 14 630 m
- Dolet: 1760 km
- Dolet se dvěma nádržemi pod křídlem: 2110 km
- Délka vzletu a přistání přes překážku 15 m: 690 m
- Rozjezd: 455 m
- Dojezd: 405 m